# Cosmes de Jerusalem
Cosmes de Jerusalem (en llatí: Cosmas, en grec antic: Κοσμᾶς) va ser un monjo grec, amic i company de Joan Damascè.
Va ser bisbe de Maiuma (a Palestina) cap a l'any 743. Era el més famós dels compositors d'himnes de l'església grega i va rebre el sobrenom de μελῳδός 'melodós' (harmoniós, melodiós). Entre les seves composicions hi ha una versió dels salms de David en metres iàmbics. Fabricius l'inclou a la Bibliotheca Graeca.